# 鼻涙管
鼻涙管（びるいかん、nasolacrimal duct, tear duct）は、眼の涙嚢から鼻腔に涙を運ぶ管。この管は上顎骨と涙骨の間の眼窩から始まり、そこから下方と後方に向かって伸びる。鼻腔の下鼻道への鼻涙管の開口部は、粘膜ひだ(valve of Hasner or plica lacrimalis)で部分的に覆われている。
余分な涙は鼻涙管を通って下鼻道へと流れる。泣いているときやアレルギーで涙目になっているときに鼻水が出たり目薬の味がしたりするのはこのためである。目薬を差すときに鼻涙管を指で押して閉じると薬が目から出て鼻腔に入り体のどこかに副作用が出るのを防ぐことができるのもこのためである。
涙嚢と同様に、鼻涙管は粘液を分泌する杯細胞を含む重層円柱上皮に覆われ、結合組織に囲まれている。

## 臨床的意義
鼻涙管閉塞が起こることがある。これにより涙が過剰に出るEpiphora (medicine)（慢性低位鼻涙管閉塞症）が起こる。先天的な閉塞があると、管が嚢胞状に拡大することがあり、これは涙嚢ヘルニアまたは Timo cyst と呼ばれる。ドライアイの人は涙管を塞いで液体の排出量を制限し、水分を保持するために涙点プラグを装着することができる。
耳の感染症では、過剰な粘液が涙とは逆に鼻涙管を通って排出されることがある。
ヒトでは、男性の涙管は女性の涙管よりも大きい傾向がある。

## 他の画像

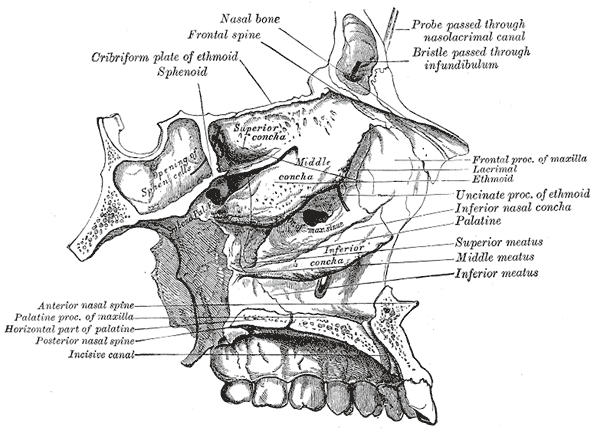
左鼻腔